# Monedas de euro de Estonia
El euro (EUR o €) es la moneda oficial de las instituciones de la Unión Europea desde 1999, cuando sustituyó al ECU, de los Estados que pertenecen a la eurozona y de los micro-Estados europeos con quienes la Unión tiene acuerdos al respecto. También es utilizado de facto en Montenegro y Kosovo. Las monedas de euro están diseñadas de tal manera que en su anverso muestran un diseño específico del Estado emisor mientras que en su reverso muestran un diseño común.
El 1 de enero de 2011, Estonia se convirtió en el decimoséptimo país de la Unión Europea en adoptar el euro como moneda oficial y la primera de las ex-repúblicas soviéticas en hacerlo, sustituyendo a la corona estonia. El 13 de julio de 2010, se había establecido la tasa de cambio irrevocable en 15,6466 coronas estonias = 1 euro.

## Diseño regular
De los diez estados que ingresaron en la Unión Europea en mayo de 2004, Estonia fue el primero en desvelar su diseño.
Las monedas de euro estonias exhiben un diseño muy similar para las ocho monedas que es obra de Lembit Lõhmus y que fue escogido de entre 134 opciones por un panel de jueces que eligieron los diez mejores, los cuales posteriormente fueron sometidos a un sistema de votación telefónica durante una semana. El resultado de este concurso fue hecho público en 2004.
En los anversos se muestra un mapa de Estonia bajo el que aparece la palabra Eesti (Estonia en idioma estonio) y las doce estrellas de la bandera de la Unión Europea rodeando todo el motivo. La diferencia entre las monedas es muy sutil. Las monedas fraccionarias, muestran el mapa antes descrito en negativo; mientras que las de 1 y 2 euros lo muestran en positivo y con el relieve del país. Además la moneda de 2 euros muestra dos islas (Vaindloo y Nootamaa) que la de 1 euro no muestra. 

### Controversia
Sergei Seredenko (abogado y activista de los derechos humanos de la minoría rusa en Estonia) declaró que el mapa mostrado en las monedas no se correspondía con el mapa actual de Estonia sino que podría incluir territorios rusos. La frontera entre Estonia y Rusia, tal como apareció en 1920, fue reconocida "para siempre" en el Tratado de Tartu. Sin embargo, Iósif Stalin anexó el sureste de Estonia a la Unión Soviética durante la Segunda Guerra Mundial. Hoy, este territorio sigue siendo parte de la Rusia moderna.
Sin embargo, el portavoz seto, Ahto Raudoja, se quejó de que el mapa de la moneda no muestra las áreas al otro lado del río Narva y que la mayor parte de la región de los setos no aparece.
El embajador de Estonia en Rusia, Simmu Tiik, declaró que las acusaciones de que la moneda representa las regiones de Narva y Petchory como parte de Estonia, cuando de hecho hoy en día son parte de Rusia, son falsas. Reconoció que los bocetos del diseño del borrador de la moneda realizados durante 2007 mostraban a Estonia en sus antiguas fronteras, pero esto se corrigió antes de que se emitieran las monedas.
La embajada rusa no estuvo de acuerdo con Sergei Seredenko y se vio obligada a emitir una declaración de que las monedas de euro representan las fronteras actuales del territorio del país.

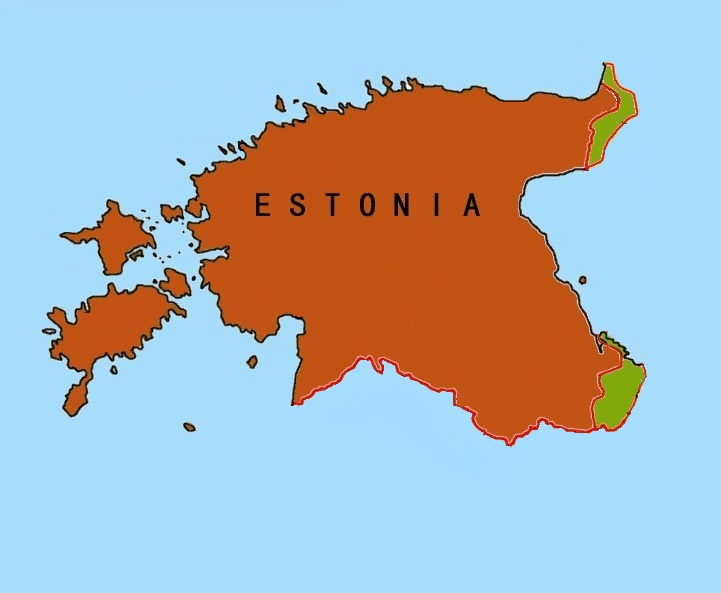
Mapa de Estonia mostrado en las monedas. En verde las zonas rusas reclamadas.

Canto de la moneda de 2 euros estonia.

## Cantidad de piezas acuñadas
Las monedas de euro de Estonia han sido acuñadas en otros países de la eurozona (en 2011, en Finlandia; en 2012, en los Países Bajos; en 2015, en Lituania; y desde 2016, en Finlandia).
|      | €0.01 | €0.02 | €0.05 | €0.10 | €0.20 | €0.50 | €1.00 | €2.00 |
| ---- | ----- | ----- | ----- | ----- | ----- | ----- | ----- | ----- |
| 2011 | 32    | 30    | 30    | 30    | 25    | 20    | 16    | 11    |
| 2012 | 25    | 25    | -     | -     | -     | -     | -     | 2     |
| 2013 | -     | -     | -     | -     | -     | -     | -     | -     |
| 2014 | -     | -     | -     | -     | -     | -     | -     | -     |
| 2015 | 14    | 17,1  | -     | -     | -     | -     | -     | 0,350 |
| 2016 | 0,02  | 0,02  | 0,02  | 0,02  | 0,02  | 0,02  | 0,02  | 0,52  |
| 2017 | 29    | 9     | 4,55  | -     | 3,25  | -     | -     | 1,5   |
| 2018 |       |       |       |       |       |       |       |       |

## Monedas conmemorativas de 2 euros
| Año  | Motivo | Emisión   | Imagen |
| 2012 | Diseño común: X aniversario de la puesta en circulación de los billetes y monedas en eurosMediante votación pública en la internet se decidió el motivo de la tercera emisión conjunta. Se trata de un diseño de Helmut Andexlinger, diseñador de la Casa de la Moneda austríaca. En el centro de la moneda aparece el símbolo del euro sobre un globo terráqueo donde están apoyados distintos elementos que representan los ámbitos en los que el euro ha adquirido importancia en los diez años previos. Son los ciudadanos (figuras humanas estilizadas), el mundo financiero (Torre del BCE), el comercio (bucles), la industria (fábricas) y el sector de la energía, la investigación y el desarrollo (centrales de energía eólica). Las iniciales del artista figuran bajo la imagen de la torre del BCE. Arriba «EESTI» («ESTONIA» en idioma estonio), en la parte inferior figuran las fechas del aniversario del euro «2002-2012». Todo rodeado por las estrellas de la Unión. | 2 000 000 |        |
| 2015 | Diseño común: 30º aniversario de la Bandera europea | 347 000   |        |
| 2016 | Centenario del nacimiento de Paul Keres | 500 000   |        |
| 2017 | Camino a la Independencia de Estonia | 1 500 000 |        |
| 2018 | / Diseño común: Centenario de la Fundación de los Estados Bálticos Independientes | 500 000   |        |
| 2018 | 100 Años de la República de Estonia | 1 317 800 |        |
| 2019 | 150º aniversario del Festival de la Canción de Estonia |           |        |
| 2019 | Centenario de la fundación de la Universidad de Tartu como Universidad Nacional de Estonia |           |        |
| 2020 | 200º aniversario del descubrimiento de la Antártida |           |        |
| 2020 | 100 años del Tratado de Paz de Tartu |           |        |
| 2021 | El Lobo, animal nacional de Estonia |           |        |
| 2021 | Pueblos ugrofineses |           |        |
| 2022 | 150º aniversario de la Sociedad de Literatura de Estonia |           |        |
| 2022 | Diseño común: 35º aniversario del programa Erasmus |           | [ ]    |

## Monedas de colección en euro de Estonia
Las monedas acuñadas con fines de colección se rigen por directrices indicadas por la Comisión Europea. Estas solo son de curso legal en el país emisor y deben poder diferenciarse claramente de las destinadas a la circulación. Estonia comenzó a acuñarlas desde el año 2011 y cuenta con piezas en oro, plata y bimetálicas. Las de oro con denominaciones de 25 y 100 euro. Las de plata con denominaciones de 7, 8, 10 y 12 euro. La bimetálica con denominación de 20 euro. Sus motivos son de importancia tanto nacional como internacional.